# دهستان محترم‌آباد
دهستان محترم‌آباد، یکی از دهستان های بخش کتیج شهرستان فنوج در استان سیستان و بلوچستان ایران است. مرکز این دهستان، روستای محترم آباد است.

## ارتقا به بخش
یكی از خواسته های مهم مردم دهستان محترم‌آباد، ارتقای این دهستان به بخش و ارتقای محترم‌آباد به شهر است. مقامات محلی بارها قول پیگیری در زمینه ارتقای دهستان را به بخش داده اند، اما تا کنون به نتیجه ای نرسیده است؛ مردم دهستان امید دارند روزی برسد که دهستان به بخش ارتقا پیدا کند، تا بودجه بیشتری بهش تعلق بگیرد و شهری ایمن و آباد شود، شهرستان فنوج به دلیل وسعتش علاوه بر بخش مرکزی به سه بخش دیگر نیاز دارد، در سفر فرماندار وقت (خانم شیرخانزهی) در خرداد 1404 به تهران قرار شد دهستان مسکوتان به بخش ارتقا پیدا کند، و امید است بعد از دهستان مسکوتان، دهستان محترم‌آباد نیز به بخش ارتقا یابد.

## فهرست روستاها
رده:روستاهای دهستان محترم‌آباد

## جمعیت
بر پایه سرشماری عمومی نفوس و مسکن در سال ۱۳۹۵، جمعیت دهستان محترم‌آباد برابر با ۵٬۹۱۳ نفر بوده‌است.